# Incendi de Tenerife de 2023
Lincendi forestal a l'illa de Tenerife (Illes Canàries, Espanya) del 15 d'agost de 2023, va ser impulsat pel vent, la calor i els baixos nivells d'humitat va provocar evacuacions massives, danys generalitzats en la flora i fauna de l'illa, així com talls del subministrament d'aigua i llum en alguns dels municipis afectats.
L'incendi va ser considerat de «sisena generació» a causa de la seva gran intensitat i poder altament destructiu. Així mateix, va ser el pitjor incendi que havia sofert Canàries en els anteriors 40 anys i el pitjor incendi a Espanya en 2023.

## Afectació per municipis

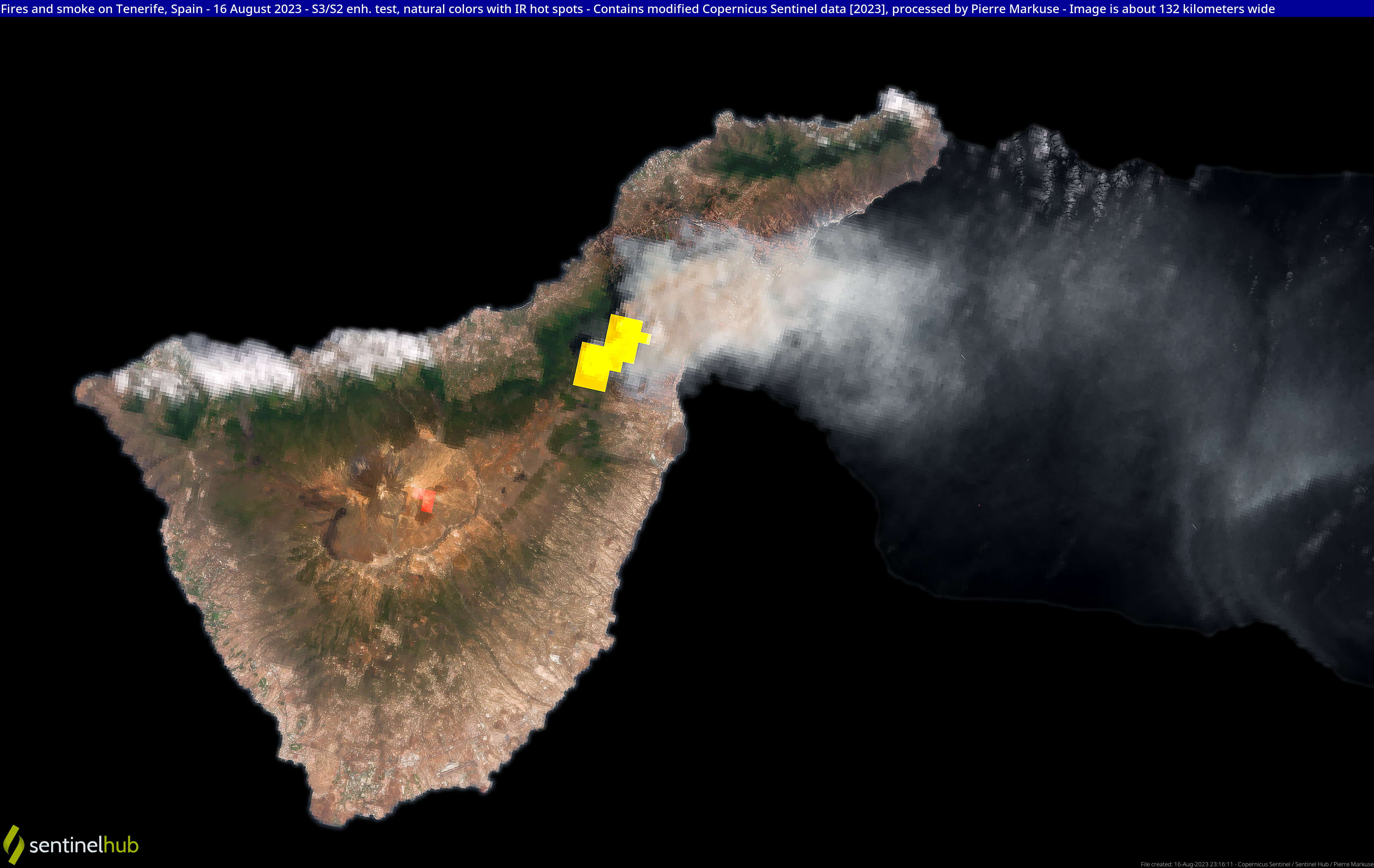
Fotografia satèl·lit de l'illa de Tenerife on s'aprecia la columna de fum de l'incendi.

La superfície afectada en cadascun dels municipis el 18 d'agost de 2023, són:
- Arafo (44%)
- Candelaria (35%)
- Santa Úrsula (20%)
- La Victoria de Acentejo (15%)
- El Rosari (13%)
- El Sauzal (7%)
- La Orotava (5%)
- La Matanza de Acentejo (4%)
- Tacoronte (1%)